# Kemuning I
Kemuning I is een bestuurslaag in het regentschap Aceh Timur van de provincie Atjeh, Indonesië. Kemuning I telt 248 inwoners (volkstelling 2010).